# Pinchas Goldhar
Pinchas Goldhar (ur. 14 czerwca 1901 w Łodzi, zm. 25 stycznia 1947 w Melbourne) – pisarz, tłumacz i redaktor tworzący w jidysz. Założyciel pierwszego czasopisma w tym języku w Australii.

## Życiorys
Urodził się 14 czerwca 1901 roku w Łodzi. Ukończył studia w zakresie literatury niemieckiej i francuskiej na Uniwersytecie Warszawskim. Z początku pisał wiersze, po czym skupił się na tworzeniu prozy, a w szczególności opowiadań w duchu realizmu. Jego wzorem były dzieła Antona Czechowa. Na początku lat 20. współpracował z „Łodzier Togblat” oraz tłumaczył opowiadania i powieści z niemieckiego i francuskiego na jidysz. Jego przekład sztuki Tkacze Gerharta Hauptmanna zyskał popularność w żydowskim środowisku teatralnym.   
W drugiej połowie lat 20. Goldhar emigrował do Australii, gdzie założył pierwsze czasopismo w jidysz wydawane w kraju pt. „Australier Leben”, które z początku sam drukował. Tłumaczył także twórczość australijskich pisarzy na jidysz, w tym dzieła Henryʼego Lawsona, Vanceʼa Palmera, Katherine Susannah Prichard, Franka D. Davisona i Dowella O'Reilly. Jego zbiór opowiadań Dercejlungen fun Ojstralie („Opowiadania z Australii”), który ukazał się w 1939 roku, był drugą publikacją książkową wydaną w jidysz w Australii. W swej krótkiej prozie Goldhar opisywał doświadczenia imigrantów żydowskich w nowym kraju.   
Zmarł 25 stycznia 1947 roku w Belgrave (dzielnicy Melbourne).   